# Chiesa di San Giovanni (Cerreto Sannita)

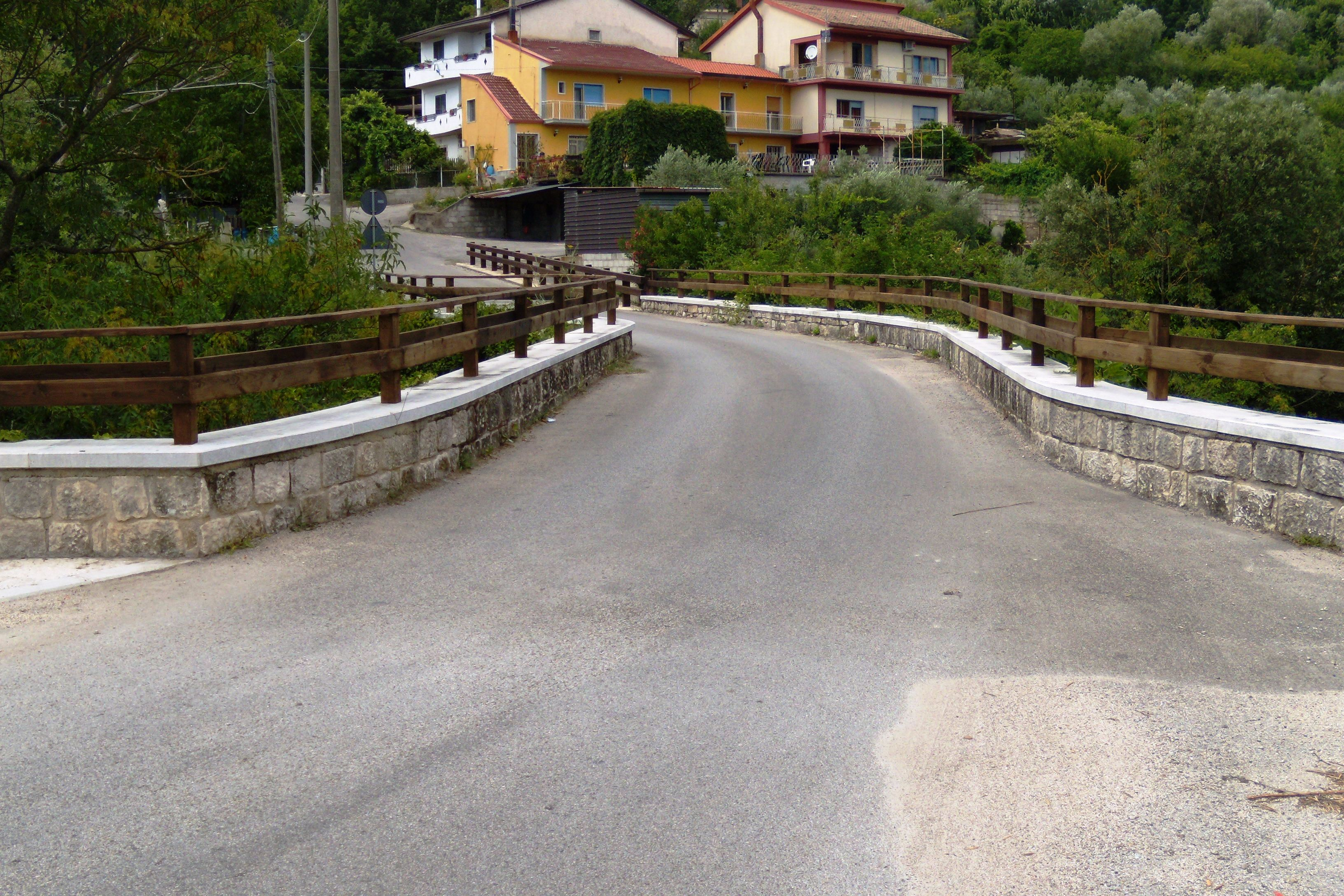
Il ponte di San Giovanni, legato alla leggenda della "Nzilla".

La chiesa di San Giovanni è un'architettura religiosa sita nel territorio comunale di Cerreto Sannita. Edificata nella prima metà del XVII secolo, si erge su di un macigno di pietra a strapiombo sul corso del torrente Turio. È legata, assieme all'adiacente ponte, alla leggenda della "'Nzilla" (che in dialetto cerretese significa ammaliatrice o zitella), una giovane e bella donna che la notte tra il 23 e il 24 giugno di ogni anno vi farebbe la sua apparizione.

## Storia
La chiesa venne costruita nella prima metà del Seicento nella località detta "Raino" o dei "Pignatari", poco lontano dalle mura di Cerreto antica.
Secondo lo storico locale Vincenzo Mazzacane fu voluta da Carlo Padovano, agente degli affari ecclesiastici in Napoli, ma Renato Pescitelli, altro storico locale, sconfessa tale tesi sostenendo che fu voluta da Giovanni Antonio Paduano. A sostegno di questa tesi il Pescitelli cita un testamento rogato il 3 agosto 1639 nel quale il Paduano dichiarò di aver costruito una chiesa sotto il titolo di San Giovanni Battista su terreno di sua proprietà in località ponte Raino, di aver fatto eseguire a sue spese un dipinto e di avervi fatto celebrare più volte messa con la licenza del vescovo. In un altro atto notarile risalente al 10 agosto 1674 la chiesa risultava essere di patronato della famiglia Paduano. Successivamente il diritto di patronato si estinse nelle famiglie Mastracchio e De Nigris.
Il terremoto del 5 giugno 1688, che causò la distruzione di Cerreto antica, provocò lievi danni alla chiesa, che per questo fu scelta per ospitare temporaneamente il servizio parrocchiale in attesa della ricostruzione della Collegiata di San Martino. Il vescovo Giovanni Battista de Bellis provvide pertanto a ripararla al meglio e a rivedere la tettoia spendendo 6 ducati.
Nel 1731 fu restaurata e fu dotata di un nuovo altare.

## Descrizione
La chiesa, di dimensioni modeste, ha una facciata molto semplice a capanna sovrastata da un piccolo campanile. Al lato destro del portale, incastonata nella facciata, è sita una piccola acquasantiera in pietra. L'interno, ad aula unica, conserva un altare in gesso ed un dipinto raffigurante San Giovanni Battista.

## Leggenda della "'Nzilla"
La chiesa di San Giovanni e l'adiacente ponte sono legati alla leggenda della "'Nzilla", una giovane e bella donna che la notte tra il 23 e il 24 giugno di ogni anno farebbe la sua apparizione in loco. Secondo la leggenda la giovane, vestita di soffici veli, danzerebbe per ore ed ore sul ponte e nel piazzale adiacente alla chiesa.
La "'Nzilla" simboleggia Salomè, figlia di Erodiade e di Erode Filippo, che con il suo fascino e con la sua danza conquistò le grazie del re Erode Antipa. Questi, appagato dalla esibizione di Salomè, giurò di darle in premio ciò che ella avesse voluto, "fosse anche la metà del mio regno". La ragazza, istigata dalla madre, chiese che le fosse portata su un piatto d'argento la testa di Giovanni Battista. Erode, per non venire meno al giuramento fatto davanti ai commensali, acconsentì e mandò a decapitare Giovanni.
La notte tra il 23 e il 24 giugno a Cerreto Sannita era tradizione mettere sul davanzale della propria finestra un bicchiere o un barattolo di vetro con dentro un albume d'uovo e dell'acqua. Il giorno successivo, interpretando le strane forme che si erano formate nel bicchiere, si era in grado di leggere nel futuro prevedendo, secondo la leggenda, fortune e sfortune. Questa usanza ha fatto supporre che il termine 'Nzilla" deriverebbe da "Sibilla", cioè una vergine dotata di virtù profetiche.
La "'Nzilla" è considerata come una sottospecie della janara (strega) dedita più ad ammaliare che a praticare cose occulte. Per annullare la sua influenza malefica e seduttrice, secondo la tradizione, si dovevano recitare questi versi in dialetto cerretese:
Facisc't' taglià a chèpa

a San Giu'uann' Battisc'ta.»
Facesti tagliare la testa

a San Giovanni Battista.»
Grazie all'interessamento del Forum comunale dei giovani la notte fra il 23 e il 24 giugno si svolge dinanzi alla chiesa una rievocazione di questa leggenda.